# Centro de información sobre la pena de muerte
El Centro de Información sobre la Pena de Muerte (o Death Penalty Information Center, DPIC, por sus siglas en inglés) es una organización sin fines de lucro con sede en Washington D. C., que se enfoca en la difusión de estudios e informes relacionados con la pena de muerte realizados por la propia organización como por otras, a los medios de comunicación y al público en general. DPIC se fundó en 1990 y se centra principalmente en la aplicación de la pena capital en los Estados Unidos.
DPIC no toma una posición formal sobre la pena de muerte, pero critica la forma en que se administra. Como resultado, algunos medios se han referido a DPIC como una organización contra la pena de muerte.

Según un fiscal pro-pena de muerte, la DPIC es "probablemente el recurso de internet más completo y autorizado sobre la pena de muerte", pero "no hace absolutamente ningún esfuerzo por presentar puntos de vista pro-pena de muerte".

## Personal y financiación
El director ejecutivo del Centro es Robert Dunham, sucediendo a Richard Dieter en marzo de 2015. Dieter había sido director ejecutivo desde 1992. George H. Kendall, abogado de la firma de abogados  Squire Patton Boggs, es presidente de la junta de directores que sucedió a David J. Bradford, copresidente del departamento de litigios de la firma de abogados nacional, Jenner & Block, y al abogado fundador del Centro de Justicia Roderick and Solange MacArthur, y Michael Millman.
DPIC recibió fondos de la Unión Europea en 2009.

## Reportes

Ejecuciones por estado desde 1608, incluidas ejecuciones territoriales y coloniales.

DPIC publica un informe anual sobre la pena de muerte, destacando desarrollos y tendencias importantes y presentando las últimas estadísticas. El Centro también produce informes en profundidad sobre diversos temas relacionados con la pena de muerte, tales como arbitrariedad, costos, inocencia y raza.

### Lista de Inocencias
En 1993, el Comité de la Cámara de Representantes de los Estados Unidos sobre el Poder Judicial solicitó a DPIC asistencia para identificar los riesgos de que personas inocentes pudieran ser ejecutadas. Esa solicitud llevó a la creación de la Lista de Inocencia de la DPIC, inicialmente publicada como Informe del Personal por el Subcomité de Derechos Civiles y Constitucionales del Comité Judicial. La lista fue compilada utilizando el criterio objetivo de exoneración legal. Para ser incluidos, los individuos deben haber sido condenados y sentenciados a muerte y posteriormente: a) haber sido absueltos de todos los cargos relacionados con el delito que los colocó en el corredor de la muerte; b) todos los cargos relacionados con el delito que los colocó en el corredor de la muerte fueron desestimados por la fiscalía o los tribunales; o c) se le ha otorgado un perdón completo basado en la evidencia de inocencia. La DPIC ha continuado actualizando la lista que, a partir del 1 de septiembre de 2017, documentaba 159 exoneraciones de personas que habían sido condenadas erróneamente a condenadas a muerte. La lista no incluye a personas que son inocentes de asesinato, pero que estuvieron involucradas en el crimen de alguna manera menor, o prisioneros inocentes que, sin embargo, se declararon culpables o no participaron en delitos menores que no cometieron para asegurar su liberación de prisión.

### Ejecuciones fallidas
La DPIC mantiene una lista de ejecuciones que consideró "fallidas", concluyendo que 276 ejecuciones entre 1890 y 2010 no se realizaron de acuerdo con el plan.
En 2008, la Corte Suprema de los Estados Unidos escuchó el argumento oral en Baze v. Rees, un caso que cuestiona el cóctel de tres drogas utilizado para muchas ejecuciones por inyección letal. El abogado del demandado, Roy T. Englert, Jr., criticó la lista de ejecuciones frustradas de DPIC, alegando que la mayoría de las ejecuciones en ella "no implicaban infligir dolor, sino que solo se retrasaron por problemas técnicos", como la dificultad en encontrar una vena adecuada.